# Lecanora jamesii
Lecanora jamesii är en lavart som beskrevs av J. R. Laundon. Lecanora jamesii ingår i släktet Lecanora och familjen Lecanoraceae.   Inga underarter finns listade i Catalogue of Life.